# Чемпіонат Німеччини з футболу 1994—1995: Бундесліга
Сезон Бундесліги 1994–1995 був 32-им сезоном в історії Бундесліги, найвищого дивізіону футбольної першості Німеччини. Він розпочався 19 серпня 1994 і завершився 17 червня 1995 року. Діючим чемпіоном країни була  мюнхенська «Баварія», яка у цьому сезоні опинилася лише на шостому місці підсумкової турнірної таблиці, поступившись шістьма очками  дортмундській «Боруссії», яка й стала чемпіоном Німеччини 1994/95.

## Формат змагання
Кожна команда грала з кожним із суперників по дві гри, одній вдома і одній у гостях. Команди отримували по два турнірні очки за кожну перемогу і по одному очку за нічию. Якщо дві або більше команд мали однакову кількість очок, розподіл місць між ними відбувався за різницею голів, а за їх рівності — за кількістю забитих голів. Команда з найбільшою кількістю очок ставала чемпіоном, а три найгірші команди вибували до Другої Бундесліги.

## Зміна учасників у порівнянні з сезоном 1993–94
«Нюрнберг», «Ваттеншайд 09»  і «Лейпциг» за результатами попереднього сезону вибули до Другої Бундесліги. На їх місце до вищого дивізіону підвищилися «Бохум», «Юрдінген 05» і «Мюнхен 1860».

## Команди-учасниці
| Клуб                            | Місто              | Стадіон                      | Вміщує |
| ------------------------------- | ------------------ | ---------------------------- | ------ |
| «Бохум»                         | Бохум              | Воновія Рурштадіон           | 38,000 |
| «Вердер»                        | Бремен             | Везерштадіон                 | 32,000 |
| «Боруссія» (Дортмунд)           | Дортмунд           | Зігналь Ідуна Парк           | 42,800 |
| «Динамо» (Дрезден)              | Дрезден            | Стадіон ім. Рудольфа Гарбіга | 30,000 |
| «Дуйсбург»                      | Дуйсбург           | Ведауштадіон                 | 31,500 |
| «Айнтрахт» (Франкфурт-на-Майні) | Франкфурт-на-Майні | Вальдштадіон                 | 62,000 |
| «Фрайбург»                      | Фрайбург           | Баденова-Штадіон             | 18,000 |
| «Гамбург»                       | Гамбург            | Фолькспаркштадіон            | 62,000 |
| «Кайзерслаутерн»                | Кайзерслаутерн     | Фріц-Вальтер-Штадіон         | 38,500 |
| «Карлсруе»                      | Карлсруе           | Вільдпаркштадіон             | 40,000 |
| «Кельн»                         | Кельн              | Рейн Енергі Штадіон          | 55,000 |
| «Баєр 04»                       | Леверкузен         | Ульріх Габерланд Штадіон     | 27,800 |
| «Боруссія» (Менхенгладбах)      | Менхенгладбах      | Бекельбергштадіон            | 34,500 |
| «Мюнхен 1860»                   | Мюнхен             | Грюнвальдер                  | 28,500 |
| «Баварія» (Мюнхен)              | Мюнхен             | Олімпіаштадіон               | 63,000 |
| «Шальке 04»                     | Гельзенкірхен      | Паркштадіон                  | 70,000 |
| «Штутгарт»                      | Штутгарт           | Неккарштадіон                | 53,700 |
| «Юрдінген 05»                   | Крефельд           | Гротенбург                   | 34,500 |

- ↑  Чотири зі своїх домашніх матчів «Мюнхен 1860» проводив на мюнхенському Олімпіаштадіоні.

## Турнірна таблиця
| Поз | Команда                         | І  | В  | Н  | П  | ГЗ | ГП | РГ  | О  | Кваліфікація або пониження                    |
| --- | ------------------------------- | -- | -- | -- | -- | -- | -- | --- | -- | --------------------------------------------- |
| 1   | «Боруссія» (Дортмунд) (C)       | 34 | 20 | 9  | 5  | 67 | 33 | +34 | 49 | Груповий етап Ліги чемпіонів УЄФА 1995—1996   |
| 2   | «Вердер»                        | 34 | 20 | 8  | 6  | 70 | 39 | +31 | 48 | Перший раунд Кубка УЄФА 1995—1996             |
| 3   | «Фрайбург»                      | 34 | 20 | 6  | 8  | 66 | 44 | +22 | 46 | Перший раунд Кубка УЄФА 1995—1996             |
| 4   | «Кайзерслаутерн»                | 34 | 17 | 12 | 5  | 58 | 41 | +17 | 46 | Перший раунд Кубка УЄФА 1995—1996             |
| 5   | «Боруссія» (Менхенгладбах)      | 34 | 17 | 9  | 8  | 66 | 41 | +25 | 43 | Перший раунд Кубка володарів кубків 1995—1996 |
| 6   | «Баварія» (Мюнхен)              | 34 | 15 | 13 | 6  | 55 | 41 | +14 | 43 | Перший раунд Кубка УЄФА 1995—1996             |
| 7   | «Баєр 04»                       | 34 | 13 | 10 | 11 | 62 | 51 | +11 | 36 | Груповий етап Кубка Інтертото 1995            |
| 8   | «Карлсруе»                      | 34 | 11 | 14 | 9  | 51 | 47 | +4  | 36 | Груповий етап Кубка Інтертото 1995            |
| 9   | «Айнтрахт» (Франкфурт-на-Майні) | 34 | 12 | 9  | 13 | 41 | 49 | −8  | 33 | Груповий етап Кубка Інтертото 1995            |
| 10  | «Кельн»                         | 34 | 11 | 10 | 13 | 54 | 54 | 0   | 32 | Груповий етап Кубка Інтертото 1995            |
| 11  | «Шальке 04»                     | 34 | 10 | 11 | 13 | 48 | 54 | −6  | 31 |                                               |
| 12  | «Штутгарт»                      | 34 | 10 | 10 | 14 | 52 | 66 | −14 | 30 |                                               |
| 13  | «Гамбург»                       | 34 | 10 | 9  | 15 | 43 | 50 | −7  | 29 |                                               |
| 14  | «Мюнхен 1860»                   | 34 | 8  | 11 | 15 | 41 | 57 | −16 | 27 |                                               |
| 15  | «Баєр 05» (Юрдінген)            | 34 | 7  | 11 | 16 | 37 | 52 | −15 | 25 |                                               |
| 16  | «Бохум» (R)                     | 34 | 9  | 4  | 21 | 43 | 67 | −24 | 22 | Пониження у класі до Другої Бундесліги        |
| 17  | «Дуйсбург» (R)                  | 34 | 6  | 8  | 20 | 31 | 64 | −33 | 20 | Пониження у класі до Другої Бундесліги        |
| 18  | «Динамо» (Дрезден) (R)          | 34 | 4  | 8  | 22 | 33 | 68 | −35 | 16 | Пониження у класі до Регіоналліги             |

1. ↑  Оскільки «Боруссія» (Менхенгладбах) кваліфікувалася для участі у Кубку володарів кубків, їх місце у Кубку УЄФА перейшло до «Баварії» (Мюнхен).
2. ↑  Ліцензію клубу «Динамо» (Дрезден) було скасовано Німецьким футбольним союзом, а його команду понижено у класі до Регіоналліги.

## Результати
| Команда                         | БОХ | ВЕР | БРД | ДДР | ДУЙ | АЙН | ФРГ | ГАМ | КАЙ | КАР | КЕЛ | Б04 | БРМ | М60 | БАВ | Ш04 | ШТТ | ЮРД |
| ------------------------------- | --- | --- | --- | --- | --- | --- | --- | --- | --- | --- | --- | --- | --- | --- | --- | --- | --- | --- |
| «Бохум»                         | —   | 1–3 | 0–2 | 2–0 | 1–0 | 0–1 | 1–3 | 0–0 | 0–2 | 0–1 | 1–0 | 1–3 | 0–2 | 2–2 | 1–2 | 5–1 | 4–0 | 2–1 |
| «Вердер»                        | 3–0 | —   | 3–1 | 1–0 | 5–1 | 2–0 | 5–1 | 1–4 | 2–2 | 2–1 | 2–2 | 3–2 | 1–0 | 2–0 | 0–0 | 2–1 | 4–0 | 6–1 |
| «Боруссія» (Дортмунд)           | 3–1 | 2–0 | —   | 2–0 | 1–0 | 1–1 | 1–1 | 2–0 | 2–1 | 2–1 | 2–1 | 0–3 | 1–1 | 4–0 | 1–0 | 3–2 | 5–0 | 3–1 |
| «Динамо» (Дрезден)              | 0–2 | 1–1 | 0–1 | —   | 4–2 | 1–2 | 1–3 | 1–1 | 1–0 | 1–1 | 1–3 | 1–1 | 0–3 | 1–1 | 0–1 | 2–1 | 1–1 | 1–2 |
| «Дуйсбург»                      | 3–1 | 0–2 | 2–3 | 1–1 | —   | 1–0 | 1–2 | 0–5 | 3–2 | 0–0 | 1–3 | 0–2 | 0–2 | 1–1 | 0–3 | 2–2 | 2–0 | 2–0 |
| «Айнтрахт» (Франкфурт-на-Майні) | 2–1 | 0–0 | 4–1 | 2–0 | 4–1 | —   | 1–2 | 2–0 | 1–3 | 1–0 | 0–0 | 2–0 | 2–1 | 3–1 | 2–0 | 0–3 | 2–2 | 0–3 |
| «Фрайбург»                      | 1–2 | 1–3 | 1–1 | 3–1 | 3–0 | 2–0 | —   | 3–0 | 4–1 | 2–1 | 4–2 | 1–1 | 1–1 | 1–1 | 5–1 | 3–0 | 2–0 | 1–0 |
| «Гамбург»                       | 3–1 | 0–0 | 0–4 | 2–1 | 3–0 | 3–1 | 1–2 | —   | 0–0 | 3–1 | 0–4 | 1–2 | 1–2 | 3–0 | 1–1 | 3–0 | 0–2 | 0–0 |
| «Кайзерслаутерн»                | 3–1 | 1–1 | 1–0 | 3–1 | 1–0 | 1–1 | 3–2 | 4–1 | —   | 0–0 | 3–1 | 1–0 | 2–2 | 1–1 | 1–1 | 3–1 | 3–2 | 1–1 |
| «Карлсруе»                      | 2–2 | 3–1 | 0–0 | 5–3 | 4–1 | 1–1 | 2–0 | 2–0 | 3–3 | —   | 0–0 | 2–4 | 2–4 | 3–1 | 2–2 | 2–2 | 3–1 | 2–1 |
| «Кельн»                         | 2–1 | 1–1 | 1–6 | 1–2 | 0–3 | 3–0 | 2–0 | 1–1 | 0–1 | 3–4 | —   | 3–3 | 1–3 | 2–1 | 3–1 | 5–1 | 1–0 | 2–0 |
| «Баєр 04»                       | 1–3 | 1–2 | 2–2 | 2–2 | 2–0 | 4–0 | 2–4 | 3–1 | 0–1 | 0–0 | 3–1 | —   | 3–1 | 0–2 | 2–0 | 2–2 | 3–1 | 1–1 |
| «Боруссія» (Менхенгладбах)      | 7–1 | 2–0 | 3–3 | 2–0 | 1–0 | 2–0 | 1–2 | 2–1 | 4–0 | 2–2 | 0–0 | 3–3 | —   | 2–0 | 2–2 | 0–1 | 3–1 | 1–0 |
| «Мюнхен 1860»                   | 4–0 | 1–2 | 1–5 | 3–1 | 1–1 | 2–1 | 4–0 | 1–1 | 1–3 | 1–0 | 2–1 | 1–1 | 2–0 | —   | 1–3 | 0–1 | 0–2 | 1–1 |
| «Баварія» (Мюнхен)              | 3–1 | 3–1 | 2–1 | 2–1 | 1–1 | 3–3 | 2–2 | 1–1 | 1–1 | 0–1 | 2–2 | 2–1 | 3–0 | 1–0 | —   | 2–0 | 2–2 | 2–1 |
| «Шальке 04»                     | 3–2 | 4–2 | 0–0 | 4–0 | 0–0 | 0–0 | 1–2 | 0–1 | 0–1 | 0–0 | 3–1 | 3–2 | 1–1 | 6–2 | 0–3 | —   | 1–1 | 2–0 |
| «Штутгарт»                      | 2–2 | 1–4 | 0–0 | 4–2 | 3–1 | 4–1 | 1–0 | 2–1 | 2–2 | 4–0 | 2–2 | 4–2 | 2–4 | 1–1 | 0–2 | 1–1 | —   | 3–1 |
| «Баєр 05» (Юрдінген)            | 2–1 | 1–3 | 0–2 | 3–1 | 1–1 | 1–1 | 0–2 | 4–1 | 1–3 | 0–0 | 0–0 | 0–1 | 3–2 | 1–1 | 1–1 | 1–1 | 4–1 | —   |

1. ↑  Гра між «Айнтрахтом» і «Баварією» 15 квітня 1995 року завершилася з рахунком 2–5, однак згодом, 2 травня 1995 року, перемогу з рахунком 2–0 було призуджено «Айнтрахту», оскільки «Баварія» у тій грі використала більше трьох, дозволених за регламентом, гравців у статусі аматорів[4].

## Найкращі бомбардири
20 голів
- Маріо Баслер («Вердер»)
- Гайко Геррліх («Боруссія» (Менхенгладбах))

17 голів
- Тоні Польстер («Кельн»)

16 голів
- Родольфо Естебан Кардосо («Фрайбург»)
- Павел Кука («Кайзерслаутерн»)
- Руді Феллер («Баєр 04»)

15 голів
- Ульф Кірстен («Баєр 04»)
- Міхаель Цорк («Боруссія» (Дортмунд))

14 голів
- Марко Боде («Вердер»)
- Штефан Кунц («Кайзерслаутерн»)
- Бруно Лаббадіа («Кельн»)
- Андреас Меллер («Боруссія» (Дортмунд))

## Склад чемпіонів
| «Боруссія» (Дортмунд) |
| --- |
| Воротарі: Штефан Клос (34). Захисники: Бодо Шмідт (30); Маттіас Заммер (28 / 4); Жуліо Сезар (25 / 1); Мартін Кре (24 / 1); Гюнтер Кутовскі (8); Марко Курц (4); Нед Зелич (4). Півзахисники: Міхаель Цорк (к; 33 / 15); Штефан Ройтер (33 / 4); Андреас Меллер (30 / 14); Штеффен Фройнд (28 / 2); Кнут Райнгардт (27); Ларс Ріккен (21 / 2); Рене Тречок (15 / 3); Томас Франк (15); Франк Рітманн (1). Нападники: Карл-Гайнц Рідле (29 / 6); Стефан Шапюїза (20 / 12); Ібрагім Танко (14 / 1); Марк Арнольд (9); Флемінг Поульсен (6 / 1); Маллам Ягая (2). (кількість ігор і голів наведені у дужках) Головний тренер: Оттмар Гіцфельд. Був у заявці, але не взяв участі у жодній грі чемпіонату: Вольфганг де Бер. |